# 모이세스 리마 마갈량이스
모이세스 리마 마갈량이스(포르투갈어: Moisés Lima Magalhães, 1988년 3월 7일 ~ )는 짧게 모이세스라고도 불리는 브라질의 축구 선수로, 포지션은 미드필더이다. 2024년 현재 캄페오나투 브라질레이루 세리이 B의 아메리카 미네이루에서 활약하고 있다.
모이세스는 브라질 미나스제라이스주 벨루오리존치에서 태어나, 지역의 구단인 아메리카 미네이루에서 축구를 시작하였다. 2007년 성인팀에 들어선 이후, 임대를 전전하다가 스포르트 헤시피에서 기회를 받기 시작하였다. 2012년 포르투게자로 완전이적을 하였고, 6월 6일 코리치바 FC를 상대로 캄페오나투 브라질레이루 세리이 A 데뷔전을 치렀다. 4일 후, 아틀레치쿠 고이아니엔시를 상대로 세리이 A 데뷔골을 터뜨렸다.
2014년 1월 11일 모이세스는 크로아티아 1부 리그 프르바 HNL의 HNK 리예카로 이적하였다.
캄페오나투 브라질레이루 세리이 A 2016 시즌을 앞두고, SE 파우메이라스로 이적하며 브라질로 복귀하였다.

## 선수 기록
| 선수 기록       | 선수 기록              | 선수 기록       | 리그 | 리그 | FA컵 | FA컵 | 리그컵 | 리그컵 | 대륙대회 | 대륙대회 | 총합 | 총합 |
| 시즌            | 구단                   | 리그            | 출장 | 득점 | 출장 | 득점 | 출장   | 득점   | 출장     | 득점     | 출장 | 득점 |
| 브라질          | 브라질                 | 브라질          | 리그 | 리그 | FA컵 | FA컵 | 주리그 | 주리그 | 대륙대회 | 대륙대회 | 총합 | 총합 |
| --------------- | ---------------------- | --------------- | ---- | ---- | ---- | ---- | ------ | ------ | -------- | -------- | ---- | ---- |
| 2009            | 아메리카 미네이루      | 세리이 C        | 13   | 3    | -    | -    | 11     | 0      | -        | -        | 14   | 3    |
| 2009            | 코리치바 (임대)        | 세리이 A        | 0    | 0    | -    | -    | 0      | 0      | -        | -        | 0    | 0    |
| 2010            | 아메리카 미네이루      | 세리이 B        | 0    | 0    | -    | -    | 10     | 1      | -        | -        | 10   | 1    |
| 2010            | 스포르트 헤시피 (임대) | 세리이 B        | 13   | 1    | -    | -    | 0      | 0      | -        | -        | 13   | 1    |
| 2011            | 아메리카 미네이루      | 세리이 B        | 0    | 0    | -    | -    | 5      | 0      | -        | -        | 5    | 0    |
| 2011            | 보아 (임대)            | 세리이 B        | 26   | 4    | -    | -    | 0      | 0      | -        | -        | 26   | 4    |
| 2012            | 아메리카 미네이루      | 세리이 B        | 0    | 0    | 3    | 1    | 13     | 0      | -        | -        | 16   | 1    |
| 2012            | 포르투게자             | 세리이 A        | 34   | 6    | 0    | 0    | 0      | 0      | -        | -        | 34   | 6    |
| 2013            | 포르투게자             | 세리이 A        | 31   | 2    | 1    | 0    | 21     | 2      | 0        | 0        | 53   | 4    |
| 크로아티아      | 크로아티아             | 크로아티아      | 리그 | 리그 | FA컵 | FA컵 | 리그컵 | 리그컵 | 대륙대회 | 대륙대회 | 총합 | 총합 |
| 2013-14         | 리예카                 | 1. HNL          | 15   | 1    | 6    | 1    | -      | -      | -        | -        | 21   | 2    |
| 2014-15         | 리예카                 | 1. HNL          | 12   | 5    | -    | -    | -      | -      | 9        | 2        | 21   | 7    |
| 2015-16         | 리예카                 | 1. HNL          | 14   | 1    | 3    | 1    | -      | -      | 2        | 0        | 19   | 2    |
| 브라질          | 브라질                 | 브라질          | 리그 | 리그 | FA컵 | FA컵 | 주리그 | 주리그 | 대륙대회 | 대륙대회 | 총합 | 총합 |
| 2016            | 파우메이라스           | 세리이 A        | 34   | 3    | 2    | 0    | 1      | 0      | 0        | 0        | 37   | 3    |
| 2017            | 파우메이라스           | 세리이 A        | 0    | 0    | 0    | 0    | 2      | 0      | 0        | 0        | 2    | 0    |
| 브라질 통산     | 브라질 통산            | 브라질 통산     | 151  | 19   | 6    | 1    | 63     | 3      | 0        | 0        | 220  | 23   |
| 크로아티아 통산 | 크로아티아 통산        | 크로아티아 통산 | 41   | 7    | 9    | 2    | 0      | 0      | 11       | 2        | 61   | 11   |
| 커리어 통산     | 커리어 통산            | 커리어 통산     | 192  | 26   | 15   | 3    | 63     | 3      | 11       | 2        | 281  | 34   |

## 개인사
그의 친동생인 마테우스 리마 마갈량이스 또한 축구 선수로, 골키퍼 포지션에서 뛰고 있다.

## 수상

### 구단

#### 아메리카 미네이루
- 캄페오나투 브라질레이루 세리이 C : 2009

#### 포르투게자
- 캄페오나투 파울리스타 세리이 A2 : 2013

#### 리예카
- 크로아티아 컵 : 2013-14
- 크로아티아 슈퍼컵 : 2014

#### 파우메이라스
- 캄페오나투 브라질레이루 세리이 A : 2016

### 개인
- 볼라 지 우루 : 2016
- 캄페오나투 브라질레이루 세리이 A 올해의 팀 : 2012, 2016